# Ruchoma szopka w kościele Przemienienia Pańskiego w Warszawie

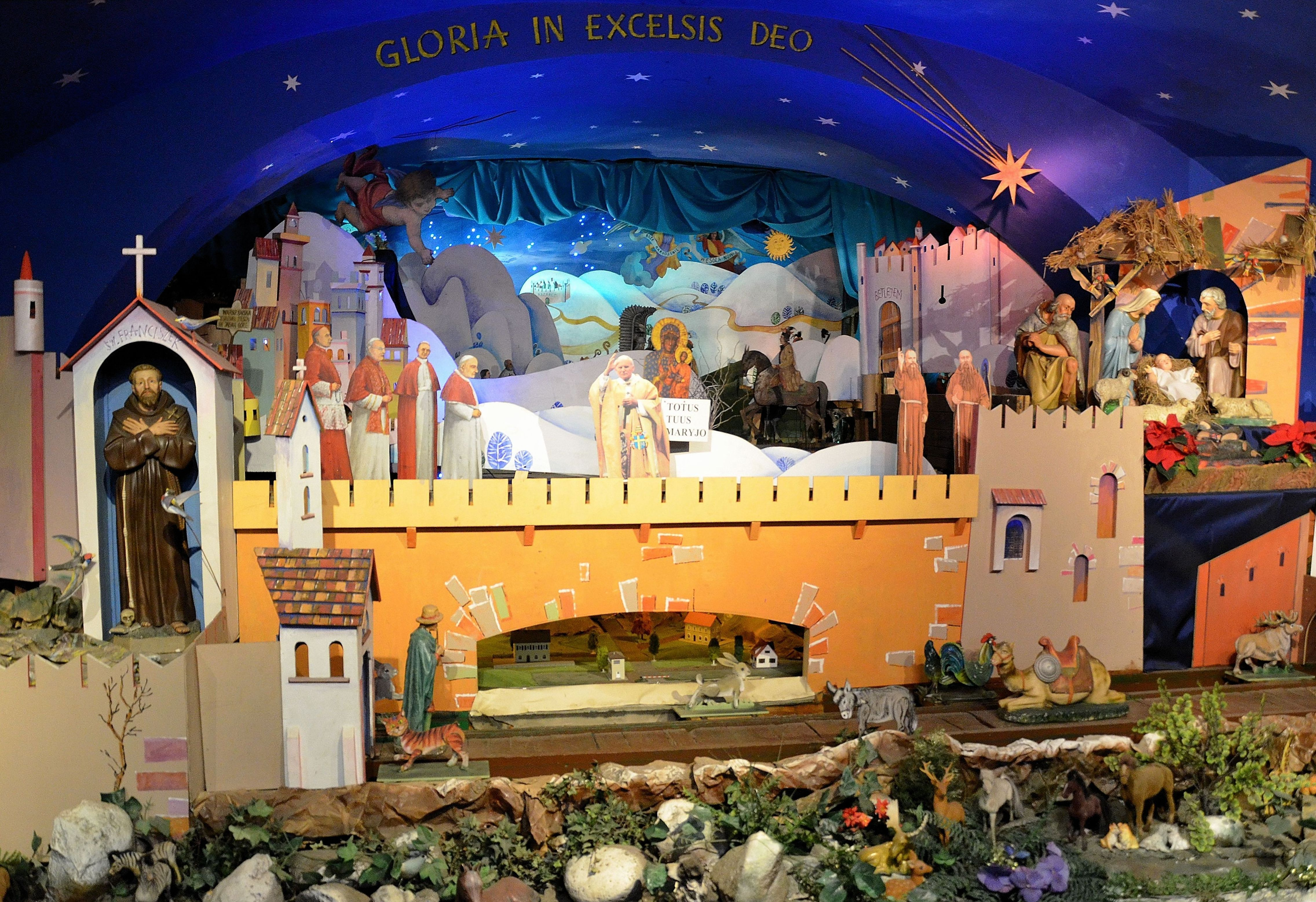
Szopka

Ruchoma szopka w kościele Przemienienia Pańskiego w Warszawie – ruchoma szopka bożonarodzeniowa, zlokalizowana w podziemiach barokowego kościoła ojców kapucynów w Warszawie.

## Opis
Pierwsza szopka powstała w 1948 r., z inicjatywy dwóch braci ze zgromadzenia Braci Mniejszych Kapucynów: Piusa Janowskiego i Konrada Wyczawskiego. Według ich założenia szopka miała nawiązywać nie tylko do Pisma Świętego, ale także  historii Polski. 
Głównym motywem szopki jest żłóbek umiejscowiony tradycyjnie pomiędzy Bazyliką Świętego Piotra w Watykanie, a położoną po drugiej stronie żłóbka warszawską Kolumną Zygmunta III Wazy i Zamkiem Królewskim. Całość wzbogacona jest o ruchome postaci z życia Kościoła, Polski i Warszawy w tym między innymi bł. Jerzego Popiełuszkę, św. Jana Pawła II, bł. Matkę Teresę z Kalkuty, księcia Mieszka I, króla Jana III Sobieskiego, marszałka Józefa Piłsudskiego czy papieża Franciszka składający pokłon przed żłóbkiem.  
W 2010 r., po katastrofie w Smoleńsku w szopce pojawił się także ogon prezydenckiego samolotu Tu-154, a w 2013 r., po śmierci Marianny Popiełuszko jej ruchoma figura. Co roku szopkę przy odwiedza ok. 60 tysięcy  osób.